# Kiełzno
Kiełzno – część ogłowia; krótki, jedno- lub dwudzielny, pałąk wkładany koniowi do pyska. Wykonane są z różnych materiałów jak metal, plastik czy guma. Służą do utrzymania kontroli jeźdźca nad koniem, do utrzymania kierunku jazdy oraz ustawiania głowy konia. Wyróżnia się kilka rodzajów kiełzn: wędzidła, munsztuki i pelamy, kiełzna wierzchowe i zaprzęgowe.

## Budowa

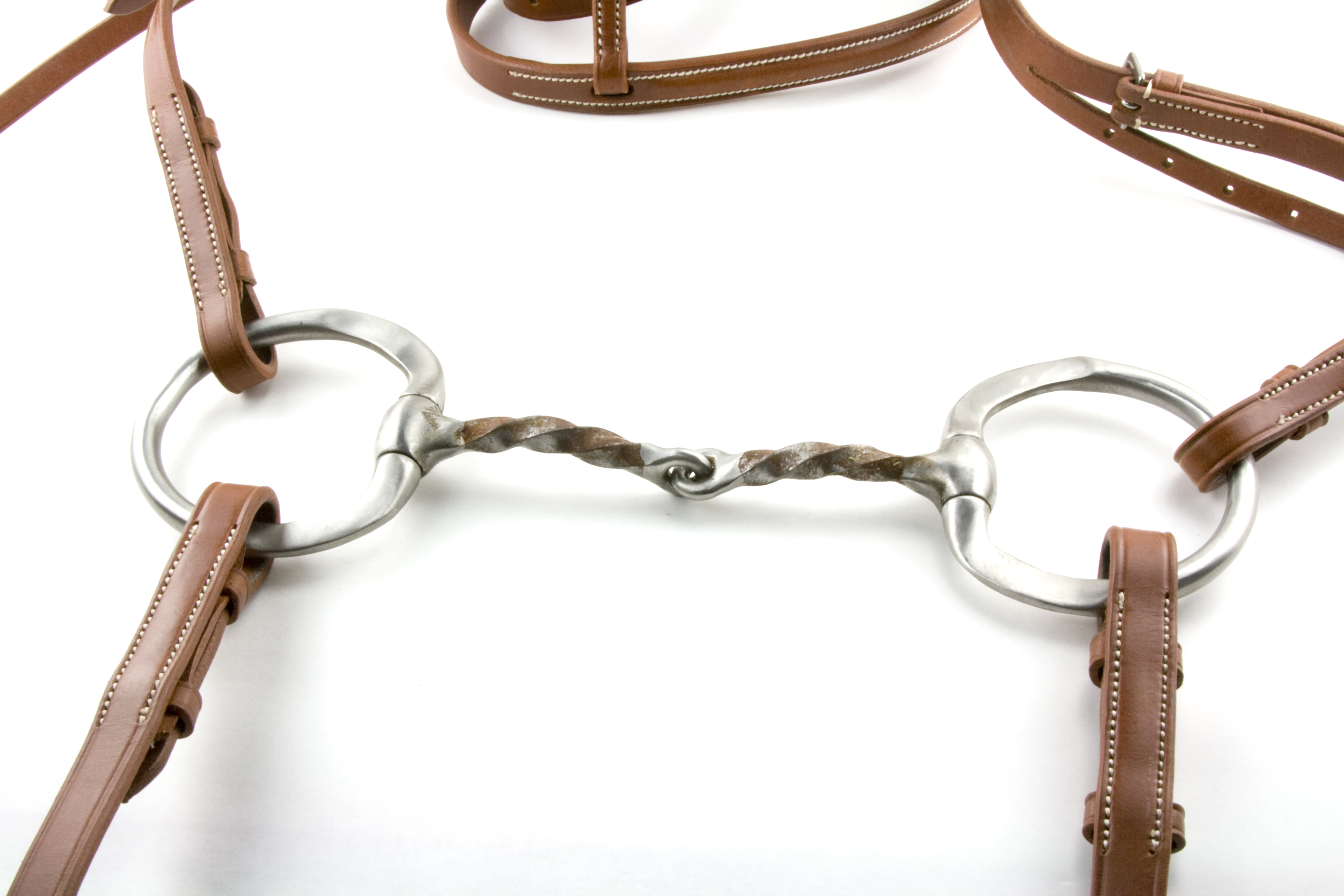
Wędzidło z oposażeniem

Najczęściej kiełzno składa się z dwóch połączonych ogniw (znajdują się one w pysku konia), na których końcach (poza obrębem pyska) znajdują się kółka (pierścienie). Przyczepia się do nich paski polikowe oraz wodze. Często na wędzidła zakłada się gumki w celu uniemożliwienia przesuwania się kiełzna w pysku oraz kaleczeniu warg. Zwykle zbudowane są ze stali nierdzewnej, ale również z gumy albo kauczuku.

## Działanie
Wędzidło znajduje się w pysku konia powyżej języka. Umieszczone jest na bezzębnej części żuchwy konia. Poprzez ruchy wodzami jeździec przekazuje koniowi sygnały do ruchu.

## Rodzaje i podział
Kiełzna można podzielić na: wędzidła, munsztuki i pelamy, kiełzna wierzchowe i zaprzęgowe.

### Rodzaje kiełzn

#### Wędzidła proste
W tej grupie można wyróżnić: wędzidło proste, bez dodatkowych elementów, wędzidło z łyżką (istnieje też odmiana łamana), wędzidło skręcone (inaczej karbowane; również jako łamane) i wędzidło gumowe.

#### Wędzidła łamane
Są to najprostsze i najczęściej używane wędzidła. Do tej grupy należą: wędzidło zwykłe, wędzidło zawiasowe, wędzidło oliwkowe, wędzidło wyścigowe, wędzidło z wąsami, wędzidło z kluczem (z zabawką), wędzidło SM (stalowo-mosiężne, lub -miedzine), wędzidło z koralikami, wędzidło dziurkowane, wędzidło z łyżką, wędzidło zawiasowe amerykańskie, wędzidło podwójne, wędzidło skręcone (inaczej karbowane; również jako proste) oraz wędzidło cygańskie. Wśród wędzideł łamanych wyróżnić można dodatkowo wędzidła oddziałujące również na potylicę konia: wielokrążek i wędzidło przepustowe.

#### Wędzidła podwójnie łamane
- W grupie tej znajduje się m.in. wędzidło Fillisa[4].

#### Kiełzna działające na zasadzie dźwigni
Kolejną grupę kiełzn stanowią te działające na zasadzie dźwigni. Można tu wyróżnić: munsztuki (w tym munsztuk austriacki <<pruski>> i munsztuk Banburry) i pelamy (proste lub łamane; w tym Kimbelwicka).

#### Kiełzna wierzchowe i zaprzęgowe
Bardzo różnorodne kiełzna zrobione z białego lub żółtego metalu. Kształt tych kiełzn zależny jest od przeznaczenia i stylu uprzęży. Można tu wyróżnić: wędzidło z przewleczkami, wiązadło z dodatkową parą pierścieni, pelam zaprzęgowy, munsztuk Liverpool i  Buxton.

## Podział
- Oparcie proste – zapewnia trwały i wygodny kontakt między pyskiem konia a ręką jeźdźca. Do tej grupy zalicza się zwykłe wędzidła złożone z dwóch metalowych ogniw łączonych przegubowo lub tylko z jednym ogniwem, w zależności od czułości pyska zwierzęcia. Do takich należą wędzidła oliwkowe z wąsami, Chantilly, Verdun, Billot.
- Efekt podniesienia – zapewnia efekt podniesienia wskutek działania ręki w kierunku bardziej pionowym ku górze i pobudza mięśnie nasady szyi, zapewniając lepsze podparcie przodu oraz, co za tym idzie, lepszą równowagę. W celu uzyskania tego efektu stosuje się wędzidła podnoszące z łamanymi ogniwami. Do takich należą wędzidło Baucher, działające na zasadzie przeciwwagi, oraz wędzidło Pessoa, działające na tej samej zasadzie, ale o wydłużonych czankach.
- Efekt opuszczenia – efekt ten uzyskuje się stosując munsztuk. Działa on na zasadzie dźwigni naciskającej żuchwę, zmuszające zwierzę do opuszczenia nosa i zgięcia karku.